# رشوه‌خواری

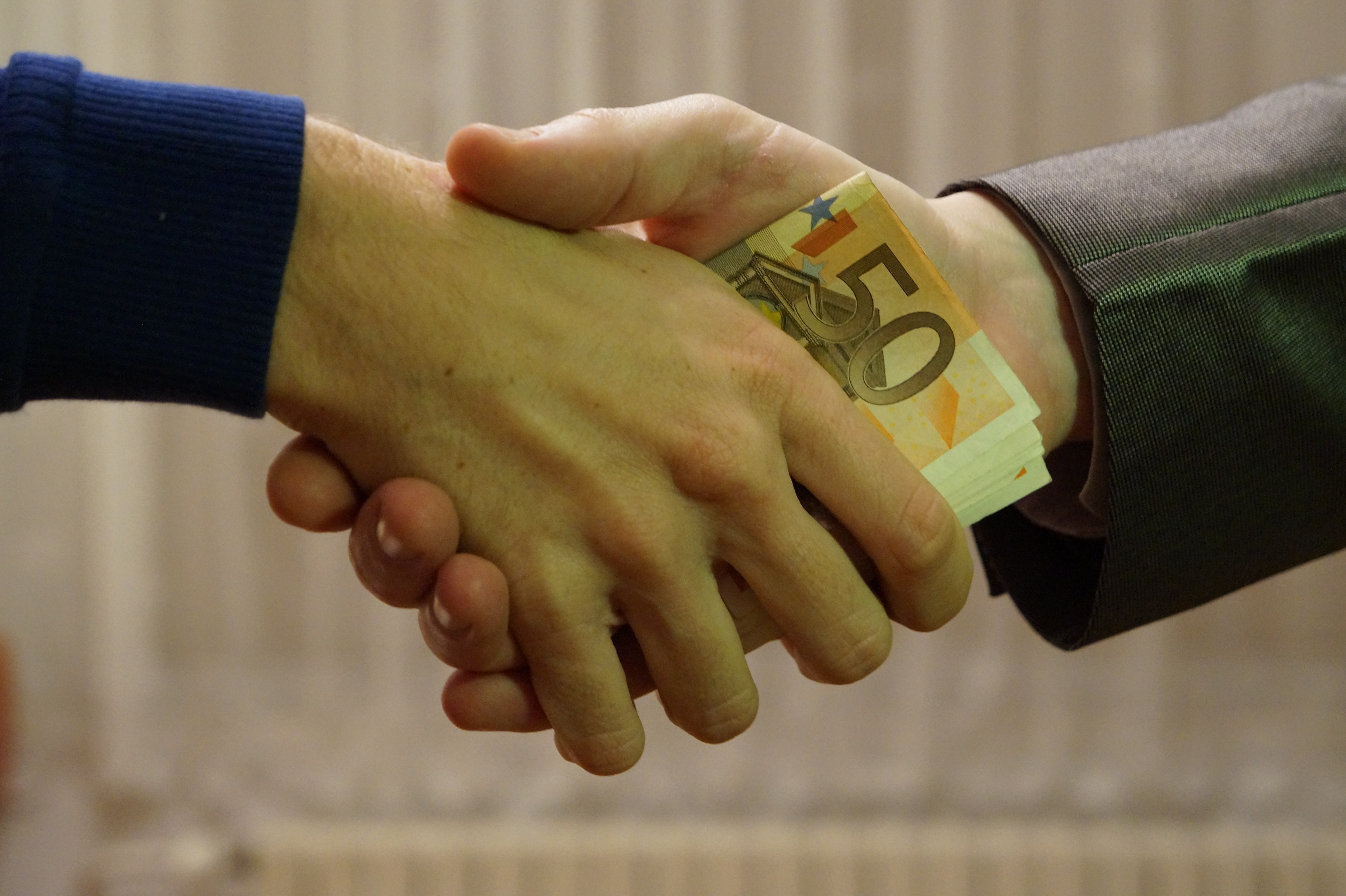
رشوه‌خواری

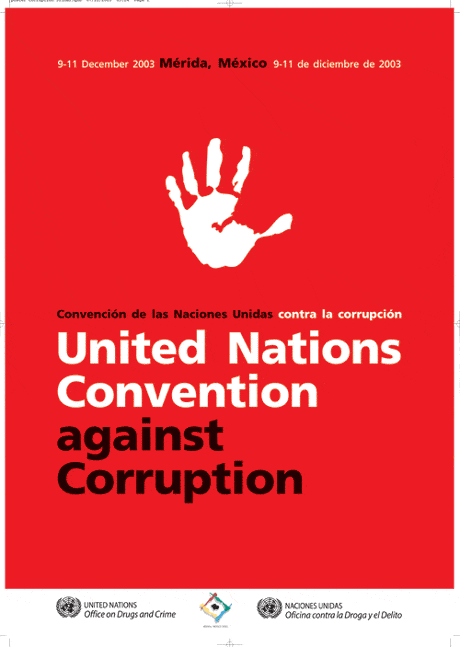
کنوانسیون سازمان ملل متحد علیه فساد

رشوه‌خواری یا ارتشاء جرمی مرکب است. کسی که پول یا مال یا سند پرداخت مال یا هر چیزی که دارای منفعت مادی و مالی باشد را در ازای درخواست انجام عمل و یا عدم انجام عملی که در صلاحیت مامور یا مستخدم دولت و اداره یا مستخدمین خدمات عمومی یا قضایی به مشارالیه پرداخت می‌کند راشی میگویند. به آن مامور یا مستخدم نیز مرتشی گفته می‌شود. بنابراین لازمه تحقق این جرم وجود دو نفر یا دو طرف است و شرط تحقق آن نیز پرداخت یا دادن آن نفع مالی به مامور دولتی یا حکومتی است. مهم ترین مسئله در این جرم این است که باید حقوق مردم و یا افراد دیگر تضییع شده و نوعی تمایز رفتاری مرتشی با راشی و مردم دیگر پدیدار شود.
از آنجایی که رشوه، خوردن به ناحق بخشی از اموال مردم ، همراه با علم به این موضوع است،   در حقیقت نتیجه ی عدم صداقت فرد است. حیله ای است برای حق جلوه دادن باطل و به حاجت رسیدن.

## واژه‌شناسی و ریشه‌شناسی
واژه «رشوه» ریشه عربی داشته و به معنای دریافت پول غیر قانونی برای باطل کردن حقی یا حق شمردن باطلی است. در قانون مجازات اسلامی ایران، واژه «ارتشاء» برای این جرم به کار رفته است که اسم مصدری و به معنای «پرداخت رشوه» و «رشوه گرفتن» است. ماده ۳۶ قانون مجازات اسلامی با نام «رشاء و ارتشاء» به این جرم پرداخته و فصل یازدهم قانون «ارتشاء و ربا و کلاهبرداری» نام دارد.

## تاریخچه
رشوه را می‌توان از قدیمی‌ترین جرایم تاریخ کیفری بشر دانست. سابقه تاریخی این جرم به زمان تشکیل اولین دولت‌ها و ساختار دیوان سالاری در سطح جهان بازمی‌گردد. حکومت ها نیز چون این جرم را مخل نظم و موجب بی‌اعتمادی مردم به حاکمیت می‌دانستند مجازات های بسیار سنگینی برای آن‌ها در نظر می‌گرفتند به عنوان مثال هردوت مورخ بزرگ یونانی در کتاب خود آورده‌است که کمبوجیه، دومین پادشاه هخامنشی دستور داد تا یکی از قضات بزرگ به نام سیسامنس را به جرم دریافت رشوه اعدام کنند، پوست از تنش جدا کنند و آن پوست را بر مسند قضاوت پهن کنند سپس پسر قاضی را به جای او منصوب کرد و به او یادآوری کرد که بر چه جایی نشسته‌است.

در دوران پس از ظهور اسلام نیز مبارزه با فساد مالی کارگزاران حکومتی مورد توجه جدی قرار گرفت. نمونه بارز آن در سیره عملی علی بن ابیطالب است که در نامه مشهور خود به مالک اشتر می‌نویسد: 
«اگر یکی از آنان دست به خیانتی گشود و گزارش جاسوسان بر آن خیانت هم داستان بود بدین گواه بسنده کن و کیفر او را با تنبیه بدنی بدو برسان و آنچه بدست آورده بستان، پس او را خوار بدار و خیانتکار شمار، و طوق بدنامی در گردنش درآویز»
در قوانین جزایی جهان معاصر نیز به‌طور مفصل به این جرم توجه شده‌است کنوانسیونهای بین‌المللی متعهد مربوط به مبارزه با فساد اداری موید این مدعاست همچون کنوانسیون OECD در سال ۱۹۹۷ یا کنوانسیون مربوط به فساد اداری استراسبورگ ۱۹۹۹.
از نظر برخی فساد پاداش نامشروعی است که در برابر تخلّف فرد دولتی از وظیفهٔ محوله به وی پرداخت می‌گردد. برخی دیگر معتقدند فساد زمانی رخ می‌دهد که یک مأمور دولتی به ازای کاری که از آن نهی شده‌است، رشوه نقدی یا جنسی قبول کند و برخی دیگر فساد اداری را استفادهٔ غیرقانونی از اختیارات اداری و دولتی برای نفع شخصی می‌دانند اما در نهایت بانک جهانی و سازمان شفافیت بین‌الملل که سازمانی غیردولتی است و یکی از وظایفش اندازه‌گیری شاخص فساد در سطح کشورها و رده‌بندی آن‌ها می‌باشد، فساد را «سوءاستفاده از اختیارات دولتی برای کسب منافع شخصی» دانسته‌است. با نظر براین تعاریف، شاید بتوان گفت فساد اداری، انجام عملی برخلاف مسئولیت، توسط کارمندان دولتی برای کسب نفع شخصی است، که این عمل‌برخلاف مسئولیت می‌تواند جرم یا تخلف اداری باشد.

## رشوه از نظر لغوی
- رشوه چیزی است که برای باطل ساختن حق یا ثابت کردن باطل داده می‌شود.
- استعمال رشوه بیشتر در مواردی بکار می‌رود که موجب ابطال حق یا گذراندن و رسیدن به باطل است.
- رشوه رسیدن به حاجت است از راه زد و بند رمصانعه